# 스타게이저: 아스트로스코프
스타게이저: 아스트로스코프(STARGAZER: ASTROSCOPE)는 한국에서 제작된 도하 감독의 2022년 공연실황, 다큐멘터리 영화이다. 엠제이 등이 주연으로 출연하였다.

## 출연

### 주연
- 엠제이
- 진진
- 차은우
- 문빈
- 라키
- 윤산하